# Shenyang J-16
Shenyang J-16 (tiếng Trung: 歼-16) là một máy bay chiến đấu đa năng thế hệ thứ tư tiên tiến của Trung Quốc được phát triển từ Shenyang J-11 (có nguồn gốc từ Sukhoi Su-27), nhà sản xuất chế tạo là Shenyang Aircraft Corporation. J-16 được sử dụng bởi Không quân Quân Giải phóng Nhân dân Trung Quốc (PLAAF).

## Thiết kế và phát triển
Vào thập niên 1990, Trung Quốc đã mua các máy bay chiến đấu chiếm ưu thế trên không Sukhoi Su-27 từ Nga, bao gồm cả những chiếc được sản xuất theo giấy phép tại Trung Quốc dưới tên gọi Shenyang J-11A. J-11A được tiếp tục phát triển thành biến thể một chỗ ngồi J-11B và biến thể hai chỗ ngồi J-11BS với công nghệ nội địa. J-16 là máy bay tấn công có nguồn gốc từ mẫu J-11BS.
J-16 trang bị một radar mảng quét điện tử chủ động AESA, hai động cơ tuốc bin phản lực Shenyang WS-10A. Máy bay sử dụng nhiều vật liệu composite hơn nhằm giảm trọng lượng. Các đơn vị J-16 đã nhận được sơn hấp thụ radar để giảm tín hiệu radar, và tăng cường khả năng Áp chế Phòng không Đối phương (Suppression of Enemy Air Defenses - SEAD) kết hợp với các hộp đo lường hỗ trợ điện tử.
Buồng lái trang bị hệ thống màn hình hiển thị gắn trên mũ bảo hiểm (HMD) để cải thiện nhận thức tình huống của phi công.
Phiên bản tác chiến điện tử J-16D được phát triển vào thập niên 2010. Nó được cho là đã thực hiện chuyến bay đầu tiên vào năm 2015. J-16D được thiết kế để Áp chế Phòng không Đối phương (SEAD), có chứa thiết bị gây nhiễu bên trong và mang theo nhiều thiết bị tác chiến điện tử bên ngoài.
Theo nhà nghiên cứu hàng không Justin Bronk thuộc Royal United Services Institute, J-16 có nhiều lợi thế hơn so với các biến thể Flanker của Nga nhờ ứng dụng rộng rãi vật liệu composite, tên lửa tầm xa hơn, cảm biến và hệ thống điện tử hàng không hiện đại. J-16 đại diện cho sự chuyển đổi của ngành công nghiệp hàng không Trung Quốc thoát khỏi sự phụ thuộc vào công nghệ Nga trong quá khứ, để hướng tới phát triển các sản phẩm phái sinh hiện đại vượt trội so với bản gốc của Nga về nhiều mặt.
Quân đội Trung Quốc đang phát triển khả năng tự hành tiên tiến cho các máy bay chiến đấu. Tháng 3 năm 2021, có thông tin cho rằng một biến thể J-16 với phi công phụ ở ghế sau đã bị thay thế bằng một thuật toán trí tuệ nhân tạo có tên là "chiến thắng tình báo" (tiếng Trung: 智胜; bính âm: Zhì shèng) đang được thử nghiệm tại Shenyang Aircraft Corporation. Một chiếc máy bay tương tự cũng được phát hiện bằng hình ảnh vệ tinh tại một căn cứ thử nghiệm gần Malan, Tân Cương vào tháng 6 năm 2021.

## Lịch sử hoạt động

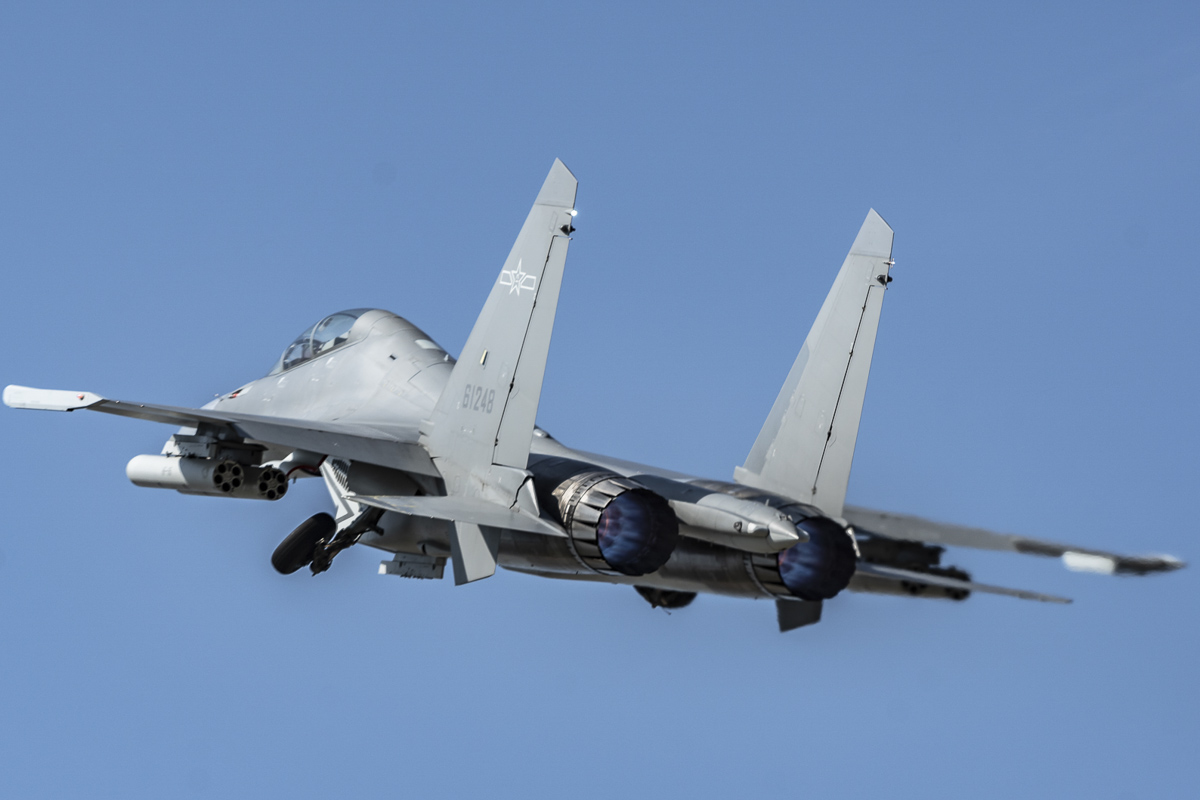
J-16 với động cơ WS-10 đang cất cánh

Chuyến bay đầu tiên được cho là đã diễn ra vào năm 2011-2012.
Tháng 4 năm 2014, PLAAF đã tiếp nhận một trung đoàn J-16.
J-16 đi vào hoạt động năm 2015 và chính thức được tiết lộ công khai vào năm 2017 trong cuộc duyệt binh kỷ niệm 90 năm thành lập Quân Giải phóng Nhân dân.
Năm 2021, Không quân Trung Quốc bắt đầu đưa J-16D vào huấn luyện chiến đấu.
Theo Bộ Quốc phòng Úc, ngày 26 tháng 5 năm 2022, một chiếc J-16 đã chặn một máy bay giám sát Boeing P-8 Poseidon của Không quân Hoàng gia Úc trên Biển Đông khi chiếc máy bay này đang tiến hành các hoạt động giám sát hàng hải thông thường trên vùng biển quốc tế. Bộ trưởng Quốc phòng Úc mới đắc cử Richard Marles cho biết, chiếc J-16 đầu tiên bay sát bên cạnh chiếc P-8, phóng pháo sáng và sau đó bay ra phía trước, rồi thả vật gây nhiễu vào đường bay làm một số rơi vào động cơ của P-8. Chính phủ Úc đã phản đối Chính phủ Trung Quốc về vụ việc và Marles nói rằng Úc sẽ không bị ngăn cản tiến hành các hoạt động có tính chất tương tự trong tương lai. Theo người phát ngôn Bộ Quốc phòng Trung Quốc, các phi công Úc đã hành động "nguy hiểm và khiêu khích" đồng thời phớt lờ các cảnh báo lặp đi lặp lại trước khi chiếc J-16 đuổi máy bay Úc đi. Trong một bài báo của Lowy Institute - một tổ chức tư vấn của Úc, cho biết vụ ngăn chặn đánh dấu sự leo thang trong các hành động vùng xám mà Trung Quốc đang sử dụng để thực thi các yêu sách của mình ở Biển Đông.
Trong số tất cả các máy bay được triển khai ở eo biển Đài Loan, máy bay chiến đấu J-16 được sử dụng thường xuyên nhất, có thể là do khả năng tác chiến điện tử của nó. Tháng 8 năm 2022, Trung Quốc đã điều động một lượng lớn máy bay chiến đấu J-16 đến eo biển Đài Loan, để đáp trả lại chuyến thăm Đài Loan của bà Nancy Pelosi.

## Biến thể
- J-16

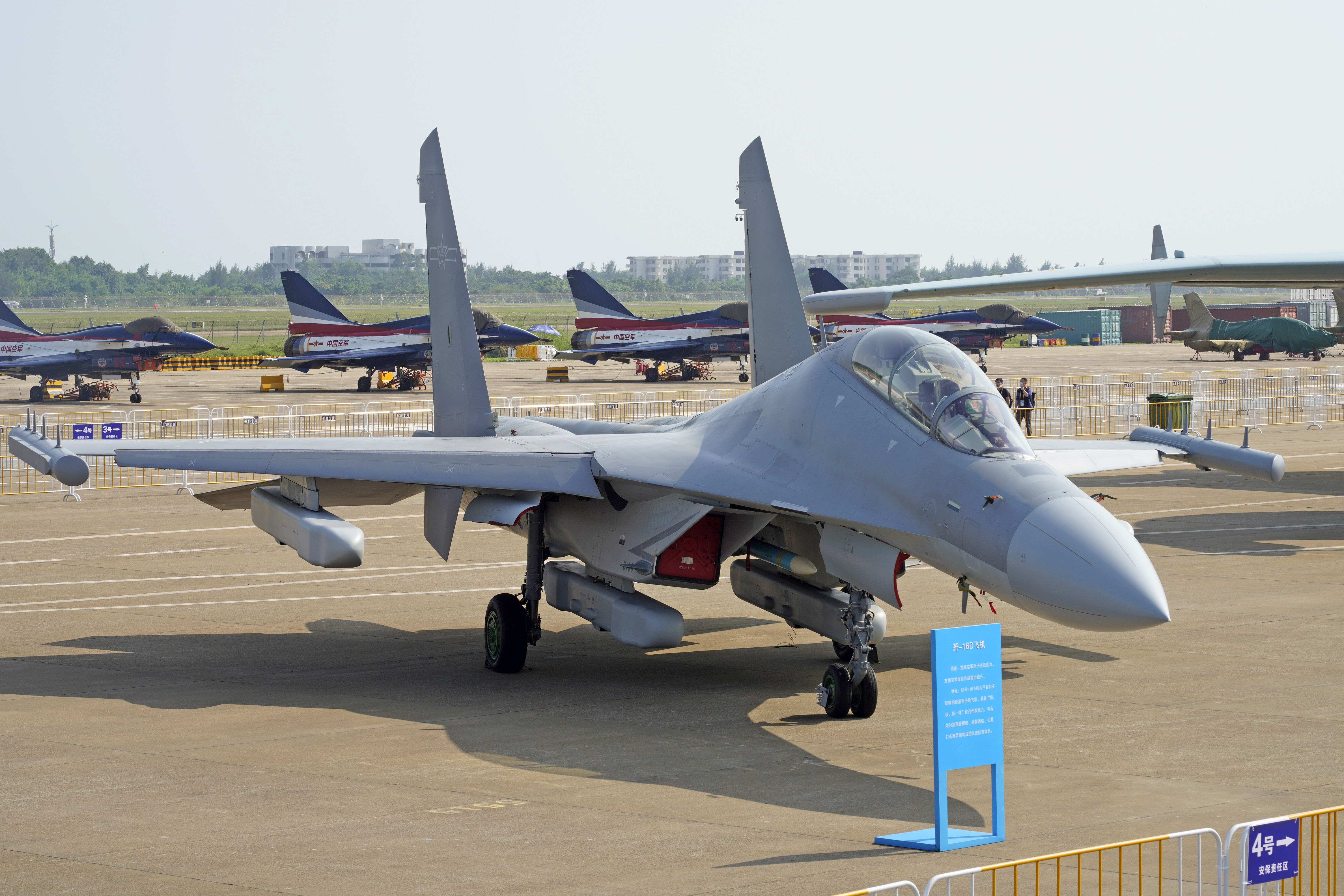
J-16D với thiết bị tác chiến điện tử được trưng bày

- J-16D: Biến thể tác chiến điện tử (EW). Được trang bị hộp thiết bị EW ở đầu cánh; hệ thống EW nội bộ thay thế IRST và pháo 30 mm.[1] Được biết chuyến bay đầu tiên vào tháng 12 năm 2015.[11]

## Quốc gia sử dụng
Trung Quốc
- Không quân Trung Quốc – 245+ chiếc tính đến năm 2022[26]

## Thông số kỹ thuật

### Tính năng chung
- Kíp lái: 2 người[4]
- Trọng lượng không tải: 17.700 kg (39.022 lb)
- Trọng lượng cất cánh tối đa: 35.000 kg (77.162 lb)
- Động cơ: 2 × động cơ tuốc bin phản lực cánh quạt đốt sau Shenyang WS-10B[27], lực đẩy 135 kN (30,000 lbf) khi đốt nhiên liệu phụ trội tăng áp (đốt sau)[28]

### Hiệu suất bay
- Tốc độ tối đa: Mach 2 (2.385 km/h)[29]

### Vũ khí
- 1 × pháo 30 mm[1]
- 12 giá treo vũ khí bên ngoài, gồm có:[4]
  - Tên lửa không đối không[4]
    - PL-10 (ASR)[30]
    - PL-15[30]
    - PL-21

  - Tên lửa chống hạm[4]
    - YJ-83K[31]

  - Tên lửa không đối đất
    - KD-88[31]

  - Rocket[4]
  - Bom điều khiển dẫn đường[4]
    - Bom điều khiển dẫn đường bằng laser LS-500J[32]

  - Tên lửa dò bức xạ[4]
  - Hộp nhắm mục tiêu YINGS-III[1]

### Hệ thống điện tử hàng không
- Radar mảng quét điện tử chủ động (AESA)[1]
- Tìm kiếm và theo dõi bằng tia hồng ngoại (IRST)[1]
- Hộp chứa thiết bị tác chiến điện tử (J-16D)